# Citrato di sodio
Il citrato di sodio (o citrato di trisodio) è il sale di sodio dell'acido citrico.
A temperatura ambiente si presenta come un solido bianco inodore. Ha un sapore salino, leggermente acidulo.  È lievemente basico e può essere usato insieme all'acido citrico per creare tamponi biologicamente compatibili.

## Applicazioni

### Biochimiche
Essendo la base coniugata di un acido debole, il citrato di sodio è molto utilizzato in soluzioni tampone per regolare l'acidità stabilizzando il pH.

### Alimenti, bevande e integratori
Il citrato di sodio è usato come additivo alimentare, col numero E331,  sia come aromatizzante che come conservante. È frequente il suo utilizzo in bevande gassate e in energy drink. Si può trovare nella gelatina, gelati, yogurt, marmellate, dolci, latte in polvere, formaggi lavorati, bevande gassate e vino. È utilizzato per controllare l'acidità in dessert gelatinosi e può essere presente nei mini-contenitori di latte da aggiungere ai caffè. Può essere utilizzato come emulsionante durante la produzione del formaggio. Come antiacido è presente in preparazioni da sciogliere in acqua, come l'Alka-Seltzer.
Nel 2024 uno studio, pubblicato sulla rivista The Lancet, ha rilevato che un gruppo di additivi alimentari, complessificamente classificati come carragenine,  tra cui la gomma di carragenina, fosfato di tripotassio, citrato di sodio e gomma di guar, possono aumentare il rischio di diabete di tipo 2 (T2D).

### Medicina
Nel 1914, il medico belga Albert Hustin e il medico e ricercatore argentino Luis Agote utilizzarono con successo il citrato di sodio come anticoagulante nelle trasfusioni. Il chirurgo tedesco-americano Richard Lewisohn ne determinò la corretta concentrazione nel 1915. Il citrato di sodio continua ad essere usato in laboratorio, in soluzione al 4%, come anticoagulante, nella raccolta del sangue e per la sua conservazione nelle banche del sangue o nelle sacche per trasfusione. Lo ione citrato, come l'EDTA, chela gli ioni di calcio nel sangue formando calciocomplessi, interrompendo il meccanismo di coagulazione. Recentemente il citrato tri-sodico è stato utilizzato anche come agente bloccante nella vascatologia ed emodialisi al posto dell'eparina, perché dà minor rischio di anticoagulazione sistemica.
Nel 2003, Ööpik et al. hanno mostrato che l'uso di citrato di sodio (0,5 grammi per chilogrammo di peso corporeo) migliora le prestazioni della corsa.
Il sodio citrato è usato per alleviare il disagio nelle infezioni del tratto urinario, come la cistite e per ridurre l'acidosi tubulare renale distale. È un componente importante della soluzione di reidratazione orale dell'OMS. Infine è anche un blando purgante osmotico.
Trova impiego come antiacido, grazie all'azione dello ione citrato il quale, derivando dall'acido debole acido citrico, bilancia il basso pH gastrico. Le caratteristiche di antiacido possono anche essere sfruttate prima dell'anestesia, per esempio durante le operazioni di taglio cesareo, per ridurre i rischi derivati dall'aspirazione dei contenuti gastrici (sindrome di Mendelson).

### Decalcificazione
Il citrato di sodio è un agente particolarmente efficace per la rimozione del carbonato dalle caldaie, e per pulire i radiatori dell'automobile.